# Nekoma (North Dakota)
 For alternative betydninger, se Nekoma. (Se også artikler, som begynder med Nekoma)
Nekoma er en by i Cavalier County, North Dakota, USA. Nekomas befolkning var 50 i 2010.

## Geografi
Nekoma har et areal på 0.93 km².

## Historie
Nekoma blev grundlagt i 1905.